# Вілфрід Агбонавбаре
Ві́лфрід Агбонавба́ре (англ. Wilfred Agbonavbare; 5 жовтня 1966, Лагос, Нігерія — 27 січня 2015, Алькала-де-Енарес, Іспанія) — нігерійський футболіст, воротар. Відомий насамперед завдяки виступам у складі збірної Нігерії та іспанського «Райо Вальєкано». Переможець Кубка африканських націй 1994 та учасник чемпіонату світу з футболу 1994 року.

## Життєпис
Вілфрід Агбонавбаре народився у столиці Нігерії Лагосі. Професійну кар'єру розпочав у команді «Нью Нігерія Банк», разом з якою став чемпіоном країни у 1985 році. Двома роками раніше взяв участь у Чемпіонаті світу з футболу серед молодіжних команд, що проходив у 1983 році в Мехіко. Наприкінці кар'єри на Батьківщині протягом сезону виступав за «БСК Лайонз».
У 1990 році Агбонавбаре переїхав до Мадрида, де протягом наступних шести років захищав кольори клубу «Райо Вальєкано». У сезоні 1991/92 разом з командою здобув срібні нагороди Сегунди та право на підвищення у класі. Втім, надовго у Примері клуб не затримався і за два сезони знову вилетів до нижчого дивізіону.
Навесні 1994 року Вілфрід Агбонавбаре як запасний голкіпер збірної Нігерії став переможцем Кубка африканських націй, а влітку того ж року був дублером Пітера Руфаї вже на світовій першості у США. Крім того, за підсумками сезону 1994/95 «Райо Вальєкано» вдалося знову повернутися до Примери і не останню роль у цьому, завдяки своїм впевненим діям, відіграв Агбонавбаре.
Втім, у сезоні 1995/96 нігерійський воротар програв конкуренцію за місце у воротах іспанцю Абелю Ресіно і по закінченню чемпіонату залишив клуб, перейшовши до лав «Есіхи», що виступала у Сегунді. Наступний сезон для нового клубу Агбонавбаре виявився вкрай невдало і, посівши останнє місце, «Есіха» вилетіла до Сегунди Б, а сам голкіпер ще протягом року намагався самостійно набрати потрібні кондиції, однак, через брак пропозицій від команд, вирішив завершити кар'єру у віці 31 року. Після закінчення активних виступів оселився у Мадриді, де працював кур'єром та тренером воротарів.
Після того, як Вілфріду Агбонавбаре було поставлего страшний діагноз — рак кісток, «Райо Вальєкано» продовжив піклуватися про свого колишнього гравця. Зокрема клуб оплачував лікування футболіста та навіть виділив кошти для того, або троє дітей голкіпера змогли прилетіти з Нігерії до Іспанії, аби попрощатися з батьком. Втім, через бюрократичні процедури їм так і не вдалося цього зробити. 27 січня 2015 року Агбонавбаре помер у клініці містечка Алькала-де-Енарес поблизу Мадрида.

## Досягнення
- Чемпіон Африки (U-21): 1983
- Володар Кубка африканських націй (1): 1994
- Чемпіон Нігерії (1): 1985
- Срібний призер іспанської Сегунди (2): 1991/92, 1994/95